# Hiantoporidae
Hiantoporidae är en familj av mossdjur. Hiantoporidae ingår i ordningen Cheilostomatida, klassen Gymnolaemata, fylumet mossdjur och riket djur. I familjen Hiantoporidae finns 9 arter. 
Kladogram enligt Catalogue of Life:
| Hiantoporidae | \| \| Hiantopora \| \| \| \| \| \| Tremopora \| \| \| \| |
|               | \| \| Hiantopora \| \| \| \| \| \| Tremopora \| \| \| \| |
|               | Hiantopora                                               |
|               |                                                          |
|               | Tremopora                                                |
|               |                                                          |